# Конрад Аденауер
Конрад Херман Йозеф Аденауер (на немски: Konrad Hermann Joseph Adenauer) е германски държавник. Той е първият канцлер на Федерална република Германия (1949 – 63) и председател на Християндемократическия съюз (1950 – 66).

## Биография

### Произход
Аденауер е третото от пет деца в католическо семейство с ограничени материални възможности. След зрелостния изпит през 1894 г. следва право и икономика във Фрайбург, Мюнхен и Бон. Впоследствие работи в прокуратурата, а по-късно като адвокат и съдия.

### Кариера до Втората световна война
Израсъл и възпитан в духа на хуманистичните католически ценности, през 1906 г. Аденауер става член на Партията на центъра (на немски: Deutsche Zentrumspartei(DZP)), (на английски: German Centre Party или Catholic Centre Party). От 1917 до 1933 е кмет на град Кьолн, а от 1920 до 1933 г. ежегодно е избиран за президент на Държавния съвет на Прусия. През 1933 г. националсоциалистите свалят Аденауер от кметската длъжност. Той е подложен на репресии, заплахи и арести. През 1933 – 34 г. се укрива в манастира Мария Лаах. След атентата срещу Адолф Хитлер през 1944 г. Аденауер за три месеца е задържан от Гестапо.

### Следвоенни години
След края на Втората световна война Аденауер, въпреки напредналата си възраст, прави бърза и главоломна политическа кариера. Решаващи за това са неговата жизненост, богатият му политически опит и не на последно място обстоятелството, че умее да се изразява ясно и разбираемо за всеки.
През 1945 г. отново е кмет на Кьолн. За много кратко време Аденауер поема всички ръководни постове в новообразувания Християн-демократически съюз (ХДС). През 1948 г. е избран за председател на Парламентарния съвет, натоварен с изработването на новата германска конституция.

### Канцлерство
Аденауер е избран за първи канцлер на ФРГ през 1949 г. и остава на този пост до 1963 г. От 1950 г. до 1966 г. е председател на ХДС. От 1951 до 1955 г. Аденауер изпълнява и длъжността външен министър.
Като канцлер Аденауер е противник на социалистическите идеи и отхвърля егалитарните масови общества. Той е застъпник на индивидуализма и правовата държава. Според него, държавата трябва да осигури на гражданите свобода за независимо лично духовно и икономическо развитие при строго спазване на закона.
В центъра на вниманието на Аденауер стои преди всичко външната политика. Той разглежда настъплението на комунизма в Европа като директна заплаха за Запада и неговите ценности и не вярва във възможността за мирно съвместно съществуване на западната демокрация и тоталитарния комунизъм. В резултат на това енергично подкрепя създаването на НАТО. Аденауер поставя началото на формирането на въоръжени сили на ФРГ и влизането на страната в НАТО. Чрез т. нар. „Германски договор“ със САЩ, Великобритания и Франция, подписан през 1952 година, той по същество постига прекратяване на окупационния статут на Германия. През 1955 г. при посещение в СССР Аденауер успява да издейства освобождаването на последните германски военнопленници.
Една от най-големите исторически заслуги на Аденауер е помирението с Франция, чиято кулминация е подписването на Германо-френския договор през 1963 г. Важен фактор за това са добрите му лични отношения с генерал Шарл де Гол. Германо-френското сближение, според Аденауер, е ключов фактор за европейското обединение. Заедно с политици като французина Робер Шуман и италианеца Алчиде де Гаспери, Аденауер е радетел за европейско сътрудничество. Без неговата дейност съвременният Европейски съюз би бил немислим.

## Хобита
Голям ценител на класическата музика и живописта, както и страстен градинар, в личния си живот Аденауер е непретенциозен и крайно дисциплиниран.

## Оценка
Аденауер е най-крупният политик на Германия след 1945. Заслугите му за изграждането, свободата и демокрацията на следвоенна Германия и Европа са огромни. Според общоприетите схващания неговите големи исторически постижения са утвърждаването на демокрацията във ФРГ, твърдото обвързване на Германия със Запада, икономическият възход и модернизацията на страната, възстановяването на политическия и морален кредит на Германия и изграждането на ХДС като партия. Аденауер налага Лудвиг Ерхард – „бащата на социалното пазарно стопанство“ – като министър на икономиката.
През ноември 2003 г. в рамките на телевизионна поредица Конрад Аденауер е избран от широката публика за най-великия германец на всички времена.